# Advanced Graphene Products
Advanced Graphene Products S.A. – polskie przedsiębiorstwo z Zielonej Góry zajmujące się produkcją grafenu i rozwijania jego zastosowań. Firma powstała w 2012 po uzyskaniu międzynarodowych patentów na produkcję grafenu metodą HSMG.

## Historia
Przedsiębiorstwo zostało założone w 2012 roku jako spółka akcyjna. Firma powstała po opracowaniu i opatentowaniu produkcji grafenu metodą HSMG przez zespół naukowców Instytutu Inżynierii Materiałowej Politechniki Łódzkiej pod kierunkiem prof. inż. Piotra Kuli. Opatentowanie zostało zatwierdzone w Unii Europejskiej oraz w Stanach Zjednoczonych. Firma otworzyła swoją siedzibę w Lubuskim Parku Przemysłowo-Technologicznym na terenie Parku Naukowo-Technologicznego Uniwersytetu Zielonogórskiego w zielonogórskiej dzielnicy Nowy Kisielin.

## Nagrody i wyróżnienia
- Quality International 2015 - nagroda przyznawana za jakość usług. Jest to odaogólnopolski program konkursowy, realizowany pod patronatem Ministerstwa Gospodarki, Klubu Polskie Forum ISO 9000 i Polskiej Agencji Rozwoju Przedsiębiorczości[1]